# Rhodostrophia terrestraria
Rhodostrophia terrestraria is een vlinder uit de familie spanners (Geometridae). De wetenschappelijke naam is voor het eerst geldig gepubliceerd in 1869 door Lederer.
De soort komt voor in Europa.